# 野上武志
野上武志（日语：／ Nogami Takeshi），日本漫畫家。男性。

## 來歷
2000年，以名義在BiBLOS中的「RUN MEROS RUN」首次亮相。
其作品《鋼鐵的少女們》、《水手服與重型戰車》、《紫電改的真紀》、《少女與戰車 彩帶武者》等，用於戰爭等軍事活動，坦克、軍艦、戰鬥機等軍事相關小玩意，其特點是大量涉及美少女的「軍事+萌」。此外，他也為IKAROS出版的系列《萌！戰車學校》繪製插圖，為《強襲魔女》繪製塔羅牌，並創作外傳漫畫。
他以「Firstspear」的名義活躍於同人活動，其原創的虛構海上戰爭故事《蒼海世紀》後來作為商業單行本出版。

## 作品列表
- 水手服與重型戰車（《Champion RED草莓（日语：チャンピオンRED いちご）》（秋田書店）→《Champion RED》（同出版社）2010年10月號—2012年6月號，全9冊）
- 月之海的公主（《YOUNG KING OURs》（少年畫報社）2007年10月號—2009年10月號，全4冊）
- 大和撫子〇〇七（《企鵝俱樂部山賊版（日语：COMICペンギンクラブ）》（富士美出版（日语：辰巳出版）），全1冊）
- 水手劍鬥姬 風暴（（竹書房））—單行本未發行
- 蒼海世紀（日语：蒼海の世紀）（JIVE，全7冊）—同人作品商業單行本
- 強襲魔女 阿非利加的魔女（《角川Comic Ace（日语：KADOKAWAの漫画レーベル）》）—同人作品商業單行本
- 強襲魔女 安道爾的魔女（《角川Comic Ace》）
- 陸戰少女小弓（日语：まりんこゆみ）（《最前線4PAGES》（星海社）2012年9月11日更新—2017年5月2日更新，全7冊）
- 紫電改的真紀（日语：紫電改のマキ）（《Champion RED》（秋田書店）2013年10月號—2020年2月號，全15冊）
- 少女與戰車 彩帶武者（《MONTHLY COMIC FLAPPER（日语：コミックフラッパー）》（KADOKAWA）2014年10月號—2021年4月號，全16冊、全64話）
- TV動畫創作秘話 ～手塚治虫與製作動畫的年輕族群～（原作：宮崎克，《週刊少年Champion》（秋田書店）2019年8號—15號，全1冊）
- 戰翼的希格德莉法 狂擊的英雄（原作：戰翼俱樂部，《Comic Hu》（KADOKAWA）2020年10月4日—2021年8月4日，全2冊）
- （《MANGA CROSS（日语：マンガクロス）》（秋田書店）2021年7月2日—連載中，已出版21冊）
- （原作：樽見京一郎，《COMIC NOVA（日语：コミックノヴァ）》（一二三書房）2024年01月12日—連載中，已出版4冊）

名義
- 鋼鐵的少女們（日语：鋼鉄の少女たち）（《ACE桃組（日语：エース桃組）》（角川書店），全4冊（未完））
- 用Photoshop來畫數位漫畫（日语：デジタルコミック）吧！數位漫畫入門（BORN數位）

## 插畫
- 強襲魔女（艾拉的塔羅牌）
- 鐵車帝國的女囚犯（吉田親司著，二見書房（日语：二見書房））
- 萌！戰車學校（日语：萌えよ!戦車学校）（IKAROS出版（日语：イカロス出版），已出版9冊、別冊2冊）

## 其它
- 少女與戰車（人物原案協力）[1]
- 蒼藍鋼鐵戰艦 ARS NOVA（再放送版第7話片尾插圖）
- 白箱（戲中戲《第三飛行少女隊》人物原案）
- 軍事姬大戰（日语：ミリ姫大戦）（部分人物設定）
- 皇國守護者（日语：皇国の守護者）（第5冊、頁尾插圖，名義）
- 高校艦隊（第11、12話配角原案協力）
- 異度神劍2（Rare Blade的造型設定）

## 腳註

## 外部連結
- 野上武志的X（前Twitter） （日語）